# Кютт, Роланд
Роланд Кютт (эст. Roland Kütt; 22 апреля 1987, Кингисепп, Эстонская ССР) — эстонский футболист, вратарь, тренер.

## Биография
Воспитанник футбольного клуба «Курессааре». В 2003 году начал выступать на взрослом уровне за его фарм-клуб «Сёрве» во второй лиге Эстонии, в 2004 году сыграл первые матчи за основную команду «Курессааре» в первой лиге. 1 мая 2005 года сыграл дебютный матч в высшем дивизионе против таллинской «Флоры». Продолжал играть за островитян до 2010 года, также часть сезона 2010 года провёл на правах аренды в клубе первой лиги «Флора» (Раквере). В 2008 году тренировался в Англии вместе с вратарём сборной Эстонии Мартом Поомом.
В 2012 году перешёл в австралийский клуб «Порт Дарвин», с которым стал победителем региональной лиги Северной территории, впервые в истории клуба. Затем по рекомендации эстонского игрока и тренера Кена Мюйра ездил на просмотр в другой австралийский клуб — «Палм Бич», однако контракт не был подписан. Во время жизни в Австралии работал на крокодиловой ферме.
В 2014 году вернулся в «Курессааре», который в этот период проводил несколько сезонов во втором и третьем дивизионах. С 2018 года со своим клубом снова играл в высшем дивизионе, где за три следующих сезона сыграл 12 матчей, в том числе последнюю игру в ноябре 2020 года провёл как полевой игрок. С 2021 года продолжал включаться в заявку как игрок, хотя в конце 2019 года объявлял о завершении игровой карьеры, но после этого лишь несколько раз выходил на поле за резервную команду.
Всего сыграл за «Курессааре» 195 матчей в различных лигах, из них 80 — в высшем дивизионе.
С середины 2010-х годов работал в «Курессааре» детским тренером, также в течение четырёх лет возглавлял женскую команду клуба. В течение трёх лет работал тренером вратарей сборной Эстонии до 16 лет, имел возможность два раза в месяц встречаться со своими подопечными.

## Личная жизнь
Женат, есть дети и старший брат. Вне футбола работает учителем физкультуры.